# テングインベーダーズ
テングインベーダーズは、日本のロックバンド。

## メンバー
- ギター、ヴォーカル - 中村むつお≪なかむら むつお≫
- ベース - 久保谷たけし≪くぼや たけし≫
- ドラム - 岩崎ようこ≪いわさき ようこ≫

## 概要
2006年に現行メンバーではないが現在と同じギターヴォーカル、ベース、ドラムのロックトリオで活動を開始する。2008年にはドラムの交代が行われ現在活動中のメンバー編成となる。音楽的には基本的にロックバンドというカテゴリーに分類されるが、既成の枠に囚われずに常に新しい音楽性を求めている。ライブ前の準備では毎回激しい動きによって起こる機材トラブルを避ける為、ガムテープによってエフェクターやシールド類を床にしっかり固定している
活動の拠点は主に都内ではあるが、全国各地のライブハウスを巡っている。

## 使用楽器
- ギター
  - フェンダー、ストラトキャスター
- ベース
  - ワーウィック
- 使用アンプ
  - マーシャル・JCM900
  - ローランド・JC-120等

## 略歴
年表
- 2006年スリーピースバンドとして現在のメンバー ギターヴォーカル・中村むつお、ベース・久保谷たけし、前ドラマーによって結成
- 2007年前ドラマーが引退。(その後現在のドラマー岩崎ようこが加入までは前ドラマーによりサポートが行われる)
- 2008年元フリーザーノイズの岩崎ようこが加入現在のメンバーとなる。またこの年フジロックフェスティバルへの出演を行う
- 2009年都内、全国のライブハウスでライブを開催中

### CD
- TENGU IN CDVD
  1. 漫画
  2. ハイパーキレイ
  3. すっぱい蜜柑
  4. 大人

- TENGU IN CDVD2 後楽園遊園地で僕を撲殺
  1. ドカドカ
  2. さよなら高級車
  3. スーパーファミコン
  4. いじめっ子いじめられっ子
  5. それでも日常はつづく

- きもちのいいあいさつ
  1. スーパースーパー
  2. まわり道
  3. バックトゥーザフューチャー
  4. 世界遺産
  5. ウスノロ

- S.F(Sukoshi Fushigi)
  1. バックトゥザフューチャー
  2. 漫画
  3. フラッシュ
  4. やめてやめないで
  5. 普通
  6. 温暖化現象
  7. YADA
  8. S.O.S
  9. 切れた割れた
  10. スーパーファミコン
  11. 中央線

### 結成前
中村むつお、久保谷たけしは高校の同級であり、前ドラマーもそうであった。
三人は高校の軽音楽部に所属し、当時は良きライバルとして切磋琢磨しあったという